# The Undeclared War
The Undeclared War est une série télévisée britannique diffusée depuis le 30 juin 2022 sur Channel 4.

## Synopsis
L’action se déroule en 2024 lorsqu’une cyberattaque neutralise des services du pays, à quelques jours d’une élection nationale.
La série suit Saara Parvin, une jeune stagiaire au GCHQ (le service de renseignements britannique dédié à la cybersécurité),.

## Distribution
- Hannah Khalique-Brown (VF : Emmylou Homs) : Saara Parvin
- Simon Pegg (VF : Cédric Dumond) : Danny Patrick
- Maisie Richardson-Sellers (VF : Esthèle Dumand) : Kathy Freeman
- Edward Holcroft (VF : Marc Maurille) : James Cox
- Adrian Lester (VF : Serge Faliu) : Andrew Makinde, premier ministre du Royaume-Uni
- Alex Jennings (VF : Bernard Bollet) : David Neal
- Mark Rylance (VF : Gabriel Le Doze) : John Yeabsley
- Hattie Morahan (VF : Rafaèle Moutier) : Elizabeth Kahn
- German Segal (VF : Martin Faliu) : Vadim Trusov
- Joss Porter (VF : Matthieu Albertini) : Phil
- Ed Stoppard (VF : Bernard Gabay) : Richard Marston
- Tinatin Dalakishvili (VF : Chloé Berthier) : Marina Veselova
- Alfie Friedman (VF : Andrea Santamaria) : Gabriel Davies
- Kerry Godliman (en) (VF : Marie Chevalot) : Angie McMurray

Version française dirigée par Yann Peira au studio EVA France, d'après une adaptation des dialogues d'Elizabeth Prinvault et Marc Girard-Igor.
 Source et légende : version française (VF) sur RS Doublage et cartons du doublage français.

## Épisodes

### Première saison (2022)
La première saison a été diffusée entre le 30 juin 2022 et 4 août 2022 sur Channel 4. Et en France entre le 18 août 2023 et 11 septembre 2023 sur Canal+.
- Épisode 1
- Épisode 2
- Épisode 3
- Épisode 4
- Épisode 5
- Épisode 6

### Deuxième saison
Une deuxième saison a été confirmée.